# یوهان اولیش
یوهان اولیش (آلمانی: Johann Ulich؛ ‏ ۱۶۷۷ – ۱۷۴۲) نوازندهٔ ارگ، موسیقی‌دان و آهنگساز اهل آلمان بود که به شاهزادگان محلی درس موسیقی می‌داد.
پدرش که چون او یوهان اولیش (۱۶۳۴–۱۷۱۲) نام داشت، موسیقی‌دان، خواننده، مدیر بخش موسیقی کلیساها و مدرس موسیقی در مدرسهٔ دولتی شهر بود و یوهان موسیقی را ابتدا نزد او آموخت. سپس برای ادامهٔ تحصیل در سال ۱۶۹۵ به دانشگاه هاله-ویتنبرگ رفت و سپس از سال ۱۷۰۸ به استخدام دربار «خاندان زِربست» درآمد و به آهنگسازی روی آورد. به‌نظر می‌رسد که وی در آنجا رسماً آهنگساز دربار شد. چند سال، آهنگسازانی چون «یوهان بپتیست کخ» و «یوهان فریدریش فاش» جای او را گرفتند، اما یوهان اولیش همچنان به‌عنوان نوازندهٔ ارگ در دربار کارش را ادامه داد تا بازنشسته شد. او ۵ فرزند داشت.